# António Rodrigues Sampaio
António Rodrigues Sampaio (São Bartolomeu do Mar, Esposende, 25 de julho de 1806 – Sintra, 13 de setembro de 1882) foi um jornalista e político português que, entre outras funções, foi deputado, par do Reino, ministro e presidente do Conselho (chefe de governo). Rodrigues Sampaio foi um dos maiores vultos do liberalismo português de oitocentos, jornalista ímpar e parlamentar de excepção. Personalidade controversa, polémica, mesmo revolucionária, mas sempre coerente e fiel aos seus princípios e desígnios, foi um agitador de renome nacional, o que lhe valeria a alcunha de o Sampaio da Revolução, já que se notabilizou como redactor principal do periódico A Revolução de Setembro. Era um jornalista de causas, não de notícias, como aliás era o jornalismo do século XIX. Apesar da violência verbal e da forma assertiva que sempre utilizou nos seus ataques políticos, Rodrigues Sampaio nunca promoveu o ataque ad hominem. Mesmo quando os seus correligionários lhe pediram que pusesse em causa a dignidade e honradez de D. Maria II e da Corte, negou-se terminantemente, escrevendo que um antro de corrupção política não faria da Corte um lugar de devassidão moral. Foi esta postura de grande escrúpulo, associado a um incansável labor na defesa dos valores pelos quais pugnava, que lhe concede um lugar cimeiro no jornalismo político português.
Era membro importante da Maçonaria.

## Biografia
António Rodrigues Sampaio nasceu numa simples casa situada no lugar de Baixo, perto da actual Rua da Igreja Velha  na freguesia de São Bartolomeu do Mar, no concelho de Esposende, a 25 de Julho de 1806, filho de António Rodrigues de Sampaio (recebidos em Anha - Viana do Castelo) e Maria de Amorim Martins, lavradores pobres daquela localidade.
Foi filho terceiro, tendo mais duas irmãs, Teresa e Maria Teresa. Depois de Rodrigues Sampaio, seus pais tiveram mais duas meninas, outra Maria Teresa e Ana. Foi baptizado dois dias depois do seu nascimento, tendo como padrinhos António Alves da Costa e Teresa Alves da Costa, dois dos filhos de uma das famílias mais distintas da terra, oriundos da Casa da Rendeira. Perdeu os avós maternos, Lucas Martins Cepa e Caetana de Amorim, brutalmente assassinados em 13–14 de abril de 1809, pelos soldados franceses de Nicolas Jean de Dieu Soult.
Casou a 27 de setembro de 1836 com Maria Barbosa Soares de Brito, viúva do capitão João de Sousa Amorim, que estivera durante o Cerco do Porto na batalha da Serra do Pilar e viera morrer a Lisboa, em resultado de ferimento grave recebido na sortida das linhas que ocorreu a 10 de Outubro de 1833, em que fora combatente voluntário. Não foi a paixão nem o interesse de granjear fortuna que levou Sampaio a este enlace, mas simplesmente a gratidão pelos serviços que ambos lhe haviam prestado, quando estivera preso no aljube prestes a sucumbir a uma persistente enfermidade. Esta senhora faleceu em 1841, na cidade de Lisboa. Neste mesmo ano, a 2 de setembro, falece o seu pai, em São Bartolomeu do Mar.
Tendo ficado viúvo com apenas 38 anos de idade, coabitou depois com uma feira egressa do convento do Corpus Christi, por quem na juventude se tinha apaixonado. Os odores a escândalo provocados por estes amores sempre o deixaram soberanamente indiferente.
Rodrigues Sampaio era de uma enorme generosidade e sempre se conduziu com total desapego aos bens materiais. Mantendo uma extraordinária austeridade, continuou a jantar sopa de couves, servida por criados boçais, sem embargo de ingerir quantidades pantagruélicas de comida quando se lhe dava a oportunidade. 

### Os anos formativos e a passagem pela prisão (1806–1831)
Destinado a seguir a carreira eclesiástica, estudou primeiras letras com o padre Pedro Fernandes Pereira, pároco da freguesia de Belinho e simultaneamente professor de primeiras letras e de Gramática. A gramática latina tê-la-á aprendido com outro clérigo da freguesia de Marinhas, distinguindo-se tanto no latim, que muitas vezes substituía o próprio professor. Fez exame desta língua no convento dos religiosos carmelitas de Viana do Castelo e tomou ordens menores em 1821.
No ano imediato estudou filosofia no referido convento, concluindo em 1825, em Braga, o então denominado curso de humanidades, frequentando também as aulas de Teologia. De volta à casa paterna, por não ter ainda idade para poder tomar ordens de subdiácono, passou a ensinar gratuitamente primeiras letras e latim aos filhos dos lavradores das vizinhanças.
Como minorista obteve licença do arcebispo de Braga para pregar, e por cinco vezes subiu ao púlpito, mas quando havia chegado à idade de tomar ordens sacras, as autoridades eclesiásticas de Braga não lhas quiseram conferir, muito provavelmente por ter entretanto manifestado adesão às ideias liberais.
Quando em 1828 se desencadeou a reacção contra a Carta Constitucional de 1826, e o governo miguelista iniciou a perseguição contra os liberais, Sampaio, apesar de ter apenas 22 anos, foi uma das vítimas.
Começou por ser obrigado a fechar a sua aula gratuita, e no dia 1 de novembro desse ano, estando a ajudar à missa na igreja de São Bartolomeu do Mar, a sua terra natal, uma escolta de 21 soldados do Regimento de Infantaria n.º 22, que estava aquartelada em Braga, foi-o prender, juntamente com o abade que celebrava a missa.
O abade entregue às autoridades eclesiásticas do bispado e o minorista Rodrigues Sampaio encerrado na prisão do aljube de Braga, donde passou ao aljube do Porto, permanecendo naquela prisão até 21 de abril de 1831, sendo então solto por ter a alçada dado o crime já expiado, ficando, contudo, sujeito à vigilância da polícia. Durante o cativeiro relacionou-se com alguns presos políticos ilustres, também presos por serem constitucionais.
Entre os companheiros de cativeiro estava o padre Inácio José de Macedo, redactor do Velho Liberal do Douro, folha que se publicara no Porto entre 1826 e 1828, com o qual Rodrigues Sampaio terá discutido o jornalismo, o que poderá ter influído nos percurso futuro, já que os seus primeiros artigos foram revistos por aquele padre liberal e lidos pelos companheiros do cárcere, entre os quais se contava o dr. Manuel José Ferreira Tinoco, advogado em Barcelos, com o qual travou uma duradoura amizade.
Sem outra formação do que a que obtivera com vista ao sacerdócio, António Rodrigues Sampaio quando libertado da prisão valeu-se da amizade do dr. Manuel José Ferreira Tinoco, indo trabalhar para o seu escritório de advogado em Barcelos, onde se instruiu nas matérias de direito e fez um tirocínio jurídico que mais tarde lhe foi de grande utilidade na vida política.

### O Cerco do Porto, a Guerra Civil e a iniciação ao jornalismo (1832–1836)
Os mais de dois anos que passou nos aljubes de Braga e do Porto contribuíram para solidificar os seus ideais liberais. Assim, quando depois do desembarque do Mindelo, ocorrido a 8 de Julho de 1832, o exército liberal desembarcado dos Açores marchou triunfante para o Porto, ficando aí cercado pelas forças miguelistas, deparou-se a Rodrigues Sampaio o ensejo de contribuir pelas armas para o sucesso do liberalismo.
Rodrigues Sampaio, entusiasmado, alistou-se no Regimento de Voluntários da Rainha e combateu denodadamente nas hostes afectas a D. Pedro IV até ao fim das guerras liberais.
Terminada a guerra civil, pôde então obter um lugar de guarda da Alfândega do Porto, mas, como então era hábito, fez-se substituir naquele emprego por um serventuário, a quem pagava, para o que alcançou a devida autorização. Ficou assim livre para se dedicar aos trabalhos jornalísticos, pois havia entrado para a redacção da Vedeta da Liberdade, folha saída no Porto em 1835, propriedade de José de Azevedo Gouveia Mendanha, tendo como redactor principal José António do Carmo Velho de Barbosa, o abade de Valbom, também conhecido pela alcunha de Padre Vedeta.
Rodrigues Sampaio entrara para a redacção como tradutor das notícias estrangeiras, mas, após a saída do abade de Valbom, foi escolhido para o substituir no lugar de redactor principal, assumindo um papel dominante na condução política do periódico.
Por esta altura iniciou-se na Maçonaria, tendo feito parte de uma loja intitulada Oriente de Passos Manuel.

### O ingresso na política activa e as funções nos governos civis (1836–1840)
António Rodrigues Sampaio alistara-se desde logo no Partido Progressista, o qual já então aspirava a uma constituição política mais avançada que a Carta Constitucional em vigor e que contava Manuel da Silva Passos, o famoso Passos Manuel, entre os seus dirigentes mais ilustres.
Quando vingou a Revolução de Setembro de 1836 e o Partido Cartista foi derrubado, o jovem redactor da Vedeta da Liberdade não foi esquecido, sendo nomeado, por decreto de 19 de setembro de 1836, secretário-geral do governo civil do distrito de Bragança. Estava assim consumada a sua entrada para a política activa.
Rodrigues Sampaio manteve-se como secretário-geral do governo civil de Bragança até 1839, ano em que o Ministro do Reino, Júlio Gomes da Silva Sanches, o transferiu para o cargo de administrador geral do distrito de Castelo Branco, cargo que com a reforma administrativa depois se passou a designar por governador civil. Rodrigues Sampaio exerceu aquela função com competência e notável energia, até ter ocorrido um grave conflito que levou à sua demissão.
O conflito teve a sua origem num processo por desobediência instaurado por Rodrigues Sampaio à Câmara Municipal de Castelo Branco, que se recusara a cumprir uma resolução do conselho de distrito. Perante o extremar de posições, o governo de Lisboa, pelo punho de Rodrigo da Fonseca Magalhães, então Ministro do Reino, cedeu às pressões políticas dos correligionários locais do partido no poder, deu razão à Câmara e demitiu o administrador geral. Para aumentar a injúria a Rodrigues Sampaio, foi nomeando para o substituir o próprio presidente do município considerado faltoso, João José Vaz Preto Geraldes.
Esta desforra partidária, que foi considerada uma grave ofensa, é afirmado que aniquilando o funcionário, criou o jornalista enérgico e destemido, jornalista que depois tanto se notabilizaria nas lides políticas.

### A colaboração emA Revolução de Setembro(1840–1846)
Tendo sido demitido das funções de administrador geral do distrito de Castelo Branco em franca ruptura com o poder instituído, Rodrigues Sampaio chegou a Lisboa em circunstâncias bem difíceis, sem emprego nem habilitações que lhe permitissem singrar facilmente na vida. Valeu-lhe o facto de já serem conhecidos os seus dotes jornalísticos e de José Estêvão Coelho de Magalhães e Manuel José Mendes Leite terem, por essa altura, fundado o periódico A Revolução de Setembro e precisarem de colaboradores.
Tendo o primeiro número do novo periódico saído a 23 de junho de 1840 e estando a equipa redactorial incompleta, José Estêvão Coelho de Magalhães, que conhecia Rodrigues Sampaio do tempo em que colaborara no Vedeta da Liberdade, convidou-o para integrar a redacção do jornal. Rodrigues Sampaio aceitou o convite, ficando encarregado do noticiário e da tradução das notícias estrangeiras, matérias então pouco relevantes na imprensa.
Cedo, porém, os seus colegas de redacção reconheceram no novel jornalista um talento vigoroso e enérgico para o debate político, pelo que lhe foram aumentando as responsabilidades ao ponto de em 1842 lhe entregaram quase completamente o jornal. A sua visibilidade foi tanta que ficaria conhecido, para o resto da sua carreira, pelo sobriquete de Sampaio da Revolução, cognome decerto honroso para os seus dotes de jornalista.
Com a subida ao poder de António Bernardo da Costa Cabral iniciou-se uma encarniçada luta política entre os partidários da Carta Constitucional de 1826 e aqueles que pretendiam uma nova constituição, mais ousada e independente do poder real. O governo, agora em pleno cabralismo, mantinha-se firme no propósito de obter a plena restauração da Carta Constitucional, pretensão que a imprensa ligada à esquerda liberal, onde se incluía A Revolução de Setembro, combatia tenazmente.
Fazendo-se valer do apoio da rainha D. Maria II de Portugal e da possibilidade de governar em regime de ditadura, com o parlamento dissolvido, o governo de Costa Cabral endureceu a sua posição e as perseguições começaram com violência, com a promulgação de uma lei de imprensa que era mais vista como uma lei contra a imprensa, do que como um mecanismo de controlo democrático da comunicação social.
Nesta matéria, Costa Cabral, chefe do partido cartista, era inflexível e teimoso, não recuando perante qualquer obstáculo. Foi nesse contexto que José Estêvão Coelho de Magalhães, um dos implicados na intentona, teve de emigrar quando em 4 de Fevereiro de 1844 se deu o pronunciamento de Torres Novas, seguido pela capitulação dos revoltosos em Almeida.
Perante a saída forçada de José Estêvão, coube a Rodrigues Sampaio assumir o papel de redactor principal de A Revolução de Setembro, lutando pela manutenção do periódico e preservando sempre a autoridade e prestígio que o partido setembrista desde o princípio reconhecera ao jornal e à sua pessoa.
A fama de Rodrigues Sampaio recrudesceu quando José Bernardo da Silva Cabral, irmão de Costa Cabral e governador civil do Distrito de Lisboa, pretendeu impedir a publicação de A Revolução de Setembro. A luta iniciou-se quando, em meados de 1844, o governo obrigou toda a imprensa a reiniciar o seu processo de inscrição e licenciamento, impondo novas regras e condições para tal fim. Rodrigues Sampaio, interpretando a manobra como uma forma de calar os periódicos mais incómodos, recusou submeter o jornal à nova habilitação.
Em resultado, iniciou-se então uma audaciosa luta pela sobrevivência do periódico, que, apesar das apertadas ordens para que fosse apreendido e da intimidação feita aos seus colaboradores, se manteve sempre activo. Os distribuidores conhecidos foram presos, a tipografia foi sequestrada, com as portas da redacção fechadas e seladas, mas o jornal continuou sempre a publicar-se, sendo impresso em tipografia clandestina.
A polícia, apesar da forte vigilância e contínua pesquisa, nada conseguiu descobrir que impedisse a edição e a distribuição. Durante 11 meses e 4 dias ninguém pôde saber onde se imprimia e se compunha o jornal, nem onde se encontravam os seus redactores.
O Ministro das Obras Públicas, Comércio e Indústria, José Joaquim Gomes de Castro, o 1.º conde de Castro, que detinha a tutela dos correios, proibiu expressamente a expedição do jornal para as províncias. Este, porém, continuava a aparecer por todo o país, como se o vento o levasse. Findo aquele período, os tribunais judiciais resolveram o caso a favor de A Revolução de Setembro, que voltou então à sua normal publicação.
Com esta vitória, Rodrigues Sampaio passou a ser considerado o primeiro jornalista e comentador político do país, gozando de grande popularidade. Mas, o governo não aceitou facilmente a derrota e as perseguições continuaram. Entre as muitas vicissitudes que o governo cabralista lhe impôs, conta-se o seu encerramento no Limoeiro, em maio de 1846, sendo dali transferido para bordo da fragata Duquesa de Bragança. Felizmente para Rodrigues Sampaio, desencadeada a revolução da Maria da Fonte, a 20 de maio de 1846 o governo cabralista caiu, sendo chamado para formar novo gabinete Pedro de Sousa Holstein, o 1.º duque de Palmela. Em resultado, Rodrigues Samapaio foi posto em liberdade, sendo-lhe oferecido o lugar de secretário do governo civil do Distrito de Lisboa, que recusou.
Mas a acalmia pouco durou, já que a 6 de Outubro imediato ocorre o golpe palaciano da Emboscada, sendo o marechal Saldanha, um claro cabralista, encarregado de formar ministério. Receando, justamente, a oposição implacável de Rodrigues Sampaio, o governo ordenou a sua captura, mas o precavido jornalista havia-se já homiziado, passando novamente à clandestinidade.

### A Patuleia e oEspectro(1846–1847)
Quando a notícia da formação de um governo pró-cabralista, embora sem Cabrais, foi conhecida no norte de Portugal, em especial na cidade do Porto, e se compreendeu que os cartistas, embora por interposto líder, estavam novamente no poder, a revolta reacendeu-se com espantosa energia. António José de Sousa Manuel de Menezes Severim de Noronha, o 1.º duque da Terceira, que tinha sido encarregado pela rainha de esmagar a revolta, foi de imediato preso, sendo nomeada uma junta provisória, denominada a Junta Governativa do Porto, de orientação setembrista. Estava iniciado o processo que levaria nos meses imediatos à guerra-civil da Patuleia.
Neste contexto de guerra civil, Rodrigues Sampaio foi obrigado a manter-se homiziado, mas nem assim abandonou a luta. Não podendo publicar A Revolução de Setembro, tendo-se refugiado nos arredores de Santarém, aí lançou o periódico semi-clandestino intitulado O Ecco de Santarém, de que saíram apenas 6 números, redigido quase integralmente por Rodrigues Sampaio.
Mas, agravando-se o estado de guerra civil, surgiu então O Espectro , dele saindo 63 números.
O Espectro era um pequeno periódico de 4 páginas, em formato de 4.º pequeno, então considerado como o mais revolucionário e o mais bem escrito jornal, que por aqueles tempos se publicava. Saindo clandestinamente, num ambiente de guerra civil, com as lutas da Patuleia a engolfarem todo o país, o periódico tornou-se lendário, tal como o seu redactor Rodrigues Sampaio, pelas circunstâncias extraordinárias e misteriosas que acompanhavam o aparecimento e distribuição do jornal.
Apesar do empenho posto pelas forças governamentais na captura do seu implacável inimigo, que em cada número do periódico as vergastava, levantando novas simpatias a favor do homem que tanto expunha a sua cabeça por causa da liberdade política dos seus concidadãos e da causa que defendia, nunca foi possível o seu aprisionamento, nem mesmo pôr termo à produção do jornal.
Era espectacular a forma como O Espectro se distribuía em Lisboa e nas províncias, chegando mesmo a ser conhecido fora de Portugal. Até os ministros o encontravam em sua casa e nas secretarias do Estado, recebendo-o em carta pelo correio ou vendo-o misteriosamente distribuído por simpatizantes infiltrados em todos os níveis da administração. Por todo o lado, nos teatros, nos cafés, nas ruas, nos passeios, mãos invisíveis espalhavam-no com profusão, sem que a polícia pudesse descortinar a sua origem.
Na realidade, Rodrigues Sampaio, beneficiando de uma ampla e fiel rede de aderentes, todas as noites mudava de tipografia, não desanimando perante as dificuldades e mantendo o seu vigoroso ataque ao governo e aos seus apoiantes. Escrito numa linguagem violenta e agressiva, O Espectro era demolidor, não poupando ninguém. Nem mesmo a família real e a monarca estava a salvo, recebendo daquele periódico os maiores ataques e insultos do seu reinado, a ponto de, durante muitos anos, a família real colocar sérias reservas à nomeação de Rodrigues Sampaio para cargos políticos.

### O regresso à redacção deA Revolução de Setembro(1847–1851)
Terminada a guerra civil da Patuleia com a Convenção de Gramido, assinada a 30 de Junho de 1847, Rodrigues Sampaio voltou a ocupar o seu lugar em A Revolução de Setembro, onde se conservaria até falecer, apenas interrompendo a sua colaboração episodicamente quando os afazeres da política a isso o obrigavam.
De volta ao jornal, manteve uma vigorosa oposição ao governo saído da Convenção de Gramido, considerando-o como ilegítimo e fruto da ingerência estrangeira. Tendo em conta que uma das consequências políticas daquela Convenção era a proibição da entrada no governo de Costa Cabral, da sua família e partidários mais notáveis, Rodrigues Sampaio considerava tais limitações como uma inaceitável tutela estrangeira a que o governo, por ter apelado à intervenção da Quádrupla Aliança, voluntariamente sujeitara Portugal.
Contudo, quando aquietados os ânimos, Costa Cabral, agora metamorfoseado em 1.º marquês de Tomar, voltou ao governo, novas lutas surgiram, e com elas as medidas repressivas contra a imprensa, em particular a célebre lei das rolhas, que efectivamente impedia os jornais de comentar os acontecimentos políticos. Como seria de esperar, Rodrigues Sampaio estava de novo na primeira linha da oposição a tal estado de coisas.
Surgindo o conflito entre o marechal Saldanha e o conde de Tomar, do qual resultou ser o marechal demitido do cargo de mordomo-mor do Paço, o velho marechal procurou de imediato vingar-se, e indo para a província organizou forças com que entrou triunfante em Lisboa a 15 de Maio de 1851. Com este golpe punha-se definitivamente fim ao cabralismo e dava-se início a uma nova fase da vida política portuguesa, a tão almejada Regeneração. Por esta altura A Revolução de Setembro era um periódico em franca expansão, até que na década de 1870, vendia 23 000 exemplares, um número extraordinário para a época, o que fazia daquele periódico o mais lido do país.
Rodrigues Sampaio auxiliou energicamente o movimento regenerador, passando então a ser um dos mais dedicados e mais prestimosos defensores do Partido Regenerador. Depois de tantos anos como jornalista e comentador político, estava agora cada vez mais próximo de assumir um papel directo na vida política.

### A Regeneração e a actividade parlamentar (1851–1870)

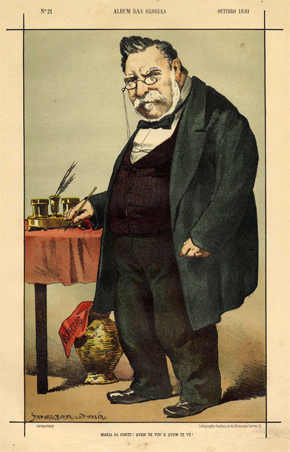
Rodrigues Sampaio numa caricatura de Rafael Bordalo Pinheiro.

Apesar de se manter como redactor político de A Revolução de Setembro, periódico agora feito órgão oficioso do Partido Regenerador, nas eleições gerais de Novembro de 1851 foi eleito deputado pelos círculos de Barcelos e de Lisboa, optando por representar este último, prestando juramento a 17 de Janeiro de 1852. Nesse mesmo ano ascendeu a 4.º Grão-Mestre interino da Confederação Maçónica Portuguesa.
Ainda neste ano de 1852, fundou e foi o primeiro presidente do Centro Promotor dos Melhoramentos das Classes Laboriosas, uma sociedade operária de jaez mutualista, onde também intervém o socialista César Azedo Gneco. Rodrigues Sampaio foi presidente dessa associação por mais de 6 anos, durante os quais se empenhou na divulgação dos princípios associativos, auxiliado por militantes da esquerda socialista que apareceram por esse tempo na arena política, os quais eram ali prelectores, segundo as suas aptidões científicas.
Também por esta altura, em linha com a ideologia do movimento da Regeneração, começa a defender o fomento do desenvolvimento como principal objectivo político, em detrimento das quezílias partidárias, sustentando a necessidade de eleger os melhoramentos materiais como o programa a seguir pelo país.
Nas eleições gerais de 12 de dezembro de 1852 foi reeleito pelos mesmos círculos, mantendo-se em representação de Lisboa. Prestou juramento a 31 de janeiro de 1853. Nesta longa legislatura, que durou de Janeiro de 1852 a 19 de julho de 1856, revelou-se um parlamentar brilhante, bom orador, ainda que a sua mestria com a escrita jornalística não tivesse correspondência nas suas intervenções parlamentares.
Nas eleições gerais de 9 de novembro de 1856 foi reeleito pelo círculo de Lisboa, prestando juramento a 24 de janeiro de 1857, mantendo-se como um deputado activo e influente, particularmente através dos seus editoriais em A Revolução de Setembro. Voltou a ser eleito nas eleições gerais de 2 de Maio de 1858, mas desta vez pelo círculo de Goa, na Índia Portuguesa, o que demonstra alguma dificuldade em obter uma eleição directa num círculo metropolitano.
Por decreto de 26 de setembro de 1859 foi nomeado conselheiro vitalício do Tribunal de Contas, sendo presidente do ministério o duque da Terceira, lugar que lhe fora já oferecido a 20 de outubro de 1857 pelos seus adversários políticos, então no poder, mas que ele rejeitara.
Na legislatura seguinte, a 12.ª da monarquia constitucional, cujas eleições se realizaram a 1 de janeiro de 1860, foi eleito pelo círculo de Aldeia Galega. Não conseguiu a eleição nas duas legislaturas imediatas, apenas reingressando no parlamento na sequência das eleições gerais de 8 de julho de 1865, para a 15.ª legislatura, nas quais foi eleito deputado pelo círculo de Arganil.
Em 16 de janeiro de 1864 falece em São Bartolomeu do Mar, a sua mãe, Maria de Amorim Martins, aos 91 anos.
Apesar do Partido Regenerador, a que pertencia, ter passado diversas vezes pelo poder neste período, o seu nome ficava sempre excluído da lista dos ministeriáveis, alegando-se que o homem que tão cruelmente ferira D. Maria II, não podia ser ministro dos seus filhos. Consta que em 1866, Joaquim António de Aguiar terá indicado o nome de Rodrigues Sampaio para integrar o seu governo, mas D. Luís I rejeitou-o, lembrando-se dos escritos de O Espectro e de A Revolução de Setembro dos tempos da Patuleia. Por essa altura, Rodrigues Sampaio escreveu a este respeito uma longa carta ao líder do regenerador, em que embora mostrando-se desprendido de todas as ambições, se queixava da proscrição a que o seu Partido o condenava, exactamente por causa dele lhe ter prestado os mais brilhantes serviços e de ter mostrado coragem e intrepidez, quando os outros fraquejavam.
Também foi eleito pela câmara municipal de Lisboa, em 1867, na vereação que foi dissolvida em 1868 por ocasião do movimento da Janeirinha, não chegando a tomar posse do lugar para que fora escolhido.
Não tendo sido eleito nas eleições gerais de 22 de março de 1868 (16.ª legislatura) e de 11 de abril de 1869 (17.ª legislatura), voltou ao parlamento na sequência das eleições de 13 de março de 1870 para a efémera 18.ª legislatura, agora eleito pelo círculo de Torres Novas. Nessa legislatura foi escolhido para as funções de presidente da Câmara dos Deputados. Exercia esse cargo quando a 19 de maio de 1870 se deu o golpe de Estado promovido pelo marechal Saldanha, o que levou ao termo da legislatura a 21 de julho imediato.
Em todos estes mandatos, Rodrigues Sampaio manteve-se sempre um deputado activo e interveniente, discutindo, em centenas de intervenções, praticamente todas as matérias da vida política portuguesa. Fez parte de numerosas comissões parlamentares, com destaque para as que respeitavam à educação e à administração interna (então a pasta designada por Ministério do Reino).

### A primeira passagem pelo governo (26 de Maio a 7 de Junho de 1870)
Em resultado do golpe de Estado de Saldanha é finalmente levantada a verdadeira proscrição que impedia Rodrigues Sampaio de integrar os governos da monarquia. Foi convidado e aceitou a pasta de Ministro do Reino no gabinete presidido pelo velho marechal, tomando posse a 26 de maio de 1870, uma escassa semana após o golpe.
Contudo, a sua presença no governo durou apenas 12 dias, já que a 7 de junho abandonando o cargo por não concordar com a pretensão de Saldanha, que preferia governar sem supervisão parlamentar, atrasando a convocação das prometidas eleições gerais. Tal governação em ditadura repugnava a Rodrigues Sampaio, defensor de princípios liberais que consideravam o parlamento como elemento essencial da governação democrática.
Tendo a efémera quarta passagem do marechal Saldanha pela presidência do ministério terminado ingloriamente a 29 de agosto, foram realizadas novas eleições gerais a 18 de setembro de 1870, nas quais Rodrigues Sampaio foi reeleito por Torres Novas, regressando ao parlamento, agora numa posição reforçada, já que a sua indignação face à tentativa ditatorial de Saldanha lhe tinha valido a aprovação unânime da Câmara.

### Ofontismoe a segunda passagem pelo governo (1871–1877)
Nas eleições gerais de 9 de julho de 1871, para a 20.ª legislatura, foi novamente reeleito por Torres Novas, tendo prestado juramento a 27 de julho imediato. A sua acção como deputado foi curta, pois quando a 13 de Setembro de 1871, o Partido Regenerador, agora sob a presidência de António Maria de Fontes Pereira de Melo, foi chamado ao poder, Rodrigues Sampaio voltou a ser nomeado Ministro do Reino.
Sob o impulso do fontismo, este governo seria o mais estável de toda a monarquia constitucional portuguesa, mantendo-se ininterruptamente em funções até 6 de março de 1877. Rodrigues Sampaio manteve durante todo este período a pasta do Reino, sendo, nas duas legislaturas correspondentes ao período em que esteve no governo (20.ª e 21.ª), reeleito por Torres Novas.
Com uma imagem criada na oposição e na luta política feita na imprensa, Rodrigues Sampaio, agora ministro encarregue do importante Ministério do Reino não poderia nunca corresponder às expectativas criadas e às promessas feitas nos seus editoriais. Não teve o prestígio, e sobretudo a energia, do jornalista, embora manifestasse sempre apego pelos ideais liberais e pelo respeito dos princípios democráticos, associado a um grande zelo pelo desenvolvimento da instrução pública, como então se designava a educação, e pela manutenção das boas regras administrativas.
Durante o seu mandato tentou iniciar as reformas que advogara como sócio e presidente do Centro Promotor dos Melhoramentos das Classes Laboriosas, apresentando o primeiro projecto de lei sobre a reforma da instrução primária, projecto que não chegou a discutir-se no parlamento. Em defesa desse projecto e empenhado na promoção da instrução de todos os cidadãos e na defesa da descentralização das escolas, colocando-as arredadas da alçada da administração central, vituperava a falta de escola e o escasso número de alunos que conseguia aprender a ler, afirmando que: Esta desgraça, que em assuntos de instrução nacional é uma calamidade pública mais terrível pela sua permanência que as revoluções do mundo físico, procedeu de se não haver compreendido que, para se desenvolver e prosperar, a instrução elementar absolutamente precisa da iniciativa local; sendo a gerência do estado ineficaz para a difusão da instrução primária que carece do meio que lhe é próprio e só se expande com o concurso unânime de todos os cidadãos.
Esta incapacidade de dar execução prática aos projectos que tão longamente defendera, e a sua aparente submissão aos cânones da Realpolitik do tempo, granjearam-lhe numerosos detractores, transformando-o, em boa parte pela relativa excentricidade da sua vida e pelo seu apego a hábitos sociais menos refinados, num dos alvos preferidos dos caricaturistas da época.
Mesmo assim produziu importante e inovadora legislação sobre instrução primária, preparou uma generosa reforma eleitoral e promoveu a descentralização administrativa.
Quando o governo caiu, manteve a sua colaboração com Fontes Pereira de Melo, unidos na visão de que o país precisava de reformas estruturais e que era necessário acelerar o passo do desenvolvimento para evitar o crescente atraso relativo de Portugal face às principais potências europeias.

### A terceira experiência governativa e a elevação a par do Reino (1878–1879)
Quando o governo do Partido Reformista, presidido por António José de Ávila, que havia substituído o anterior governo regenerador caiu, a 26 de janeiro de 1878, Fontes Pereira de Melo foi novamente chamado a formar governo.
Dado o estreito relacionamento que mantinha com Rodrigues Sampaio, este foi novamente convidado a ocupar a pasta do Reino, tomando posse a 29 de janeiro de 1878. Neste mesmo ano ganhou assento na câmara hereditária como par do Reino.
Tendo-se mantido no cargo até 29 de maio de 1879, desta vez conseguiu fazer passar em ambas as casas do parlamento duas leis importantes, a da reforma da instrução primária, com a sanção de 2 de maio de 1878, e o novo código administrativo, que foi convertido em lei a 6 de maio daquele mesmo ano. A sua reforma da instrução primária foi uma pedra angular no combate ao analfabetismo que, à época, remetia para as trevas da ignorância nove décimos da população.
Quando a 29 de maio de 1879 o governo de Fontes Pereira de Melo foi substituído pelo gabinete progressista de Anselmo José Braamcamp, Rodrigues Sampaio tomou assento na Câmara dos Pares, agora uma personagem importante da política portuguesa e totalmente reconciliado com a família real. Apesar disso, os meios conservadores não cessavam de lhe recordar o passado revolucionário, particularmente a sua pertença à Comissão Revolucionária de Lisboa nos tempos da Patuleia.
Quando em 1880 se realizou a comemoração do terceiro centenário da morte de Luís de Camões, a 10 de junho Rodrigues Sampaio presidiu à sessão solene inaugural da Associação dos Jornalistas e Escritores Portugueses, que então se fundara, eleito seu presidente honorário.

### A presidência do ministério (25 de Março de 1881 a 11 de Novembro de 1881)

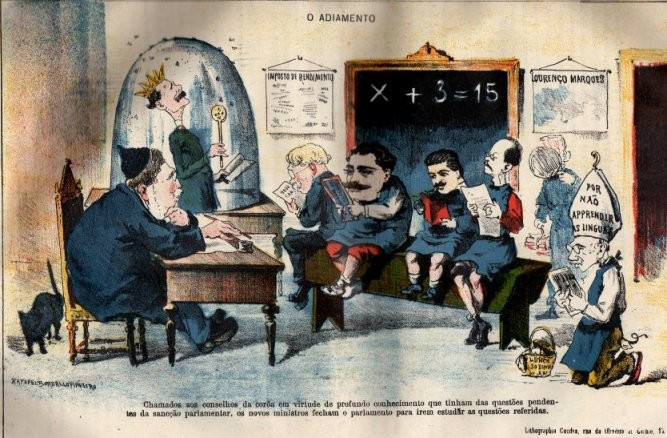
O governo de Rodrigues Sampaio visto por Bordalo Pinheiro. Sampaio é o mestre-escola tentando ensinar os seus ministros.

Tendo-se demitido a 23 de março de 1881, o ministério progressista, e não querendo Fontes Pereira de Mello assumir nessa ocasião a responsabilidade franca e aberta do poder, foi António Rodrigues Sampaio chamado a organizar um gabinete ministerial, recebendo a presidência do conselho, acumulando com a pasta do Reino, a sua especialidade de sempre.
O governo iniciou funções a 25 de março de 1881, governando até 11 de novembro do mesmo ano, data em que Fontes Pereira de Melo substituiu Rodrigues Sampaio na presidência do ministério. Após essa data, adoentado, Rodrigues Sampaio retirou-se então para a vida particular, continuando a exercer o seu lugar de conselheiro no Tribunal de Contas.
Os seus anteriores correligionários nos tempos de revolucionário não lhe perdoaram as medidas de controlo da imprensa que foi obrigado a tomar. Particularmente interessante é a obra O Renegado - Carta ao Velho Panfletário sobre a Perseguição da Imprensa, publicada em 1881 pelo poeta e jornalista António Duarte Gomes Leal, a qual constitui um autêntico libelo à percebida traição de Rodrigues Sampaio aos ideais que defendera.
Enquanto político, Rodrigues Sampaio foi também um alvo predilecto do lápis corrosivo de Rafael Bordalo Pinheiro, sobretudo em 1881, quando assumiu a presidência do ministério. As caricaturas então publicadas traduzem bem a forma risonha e mordaz com que Rodrigues Sampaio foi analisado pelo humorista e caricaturista.

### Os anos finais (1881–1882)
Adoentado, já por mais de uma vez tivera ataques de doença pulmonar que tinham posto em risco a sua vida, retirou-se para a sua casa de Sintra. Foi nessa situação que a 12 de setembro de 1882 sofreu um forte acesso, vindo a morrer no dia seguinte, vítima daquilo que, à época, foi diagnosticado como uma pneumonia adinâmica.
Rodrigues Sampaio faleceu aos 76 anos em Sintra, a 13 de setembro de 1882, em casa, sita na Rua Higino de Sousa, nº 34, freguesia de Santa Maria e São Miguel, facto que ainda hoje está assinalado no local. Encontra-se sepultado em jazigo, no Cemitério dos Prazeres, em Lisboa.

## As homenagens póstumas
Diz um dos seus biógrafos que Rodrigues Sampaio era duma bondade inesgotável e duma grandeza de alma sem igual; a lhaneza do seu trato manifestava-a ele tanto na vida íntima e dos amigos, como nas reuniões escolares a que nunca faltou quando era ministro, porque Sampaio se sentia bem quando estava no meio do povo que amava entranhadamente. O seu verdadeiro elogio fê-lo o povo de Lisboa no dia do seu enterramento, concorrendo a população quase toda ao cemitério dos Prazeres onde foi inumado, e a esse elogio se associaram bizarramente todos os partidos políticos, que depondo as armas, tristemente se enfileiraram com o Partido Regenerador, prestando homenagem ao último herói dessa geração de fortes que auxiliaram a implantação do sistema liberal no país. E a sua maior e mais pura glória consiste na confissão espontânea dos seus adversários, de que António Rodrigues Sampaio morreu sem inimigos e pobre, porque fez bem a muitos e suavizou muitos infortúnios, pelo que teve a desgraça fatal de criar também algumas ingratos.
Em 1906 comemorou-se com grande relevo o centenário do nascimento do jornalista e político. Nesse ano, o periódico O Occidente dedicou-lhe o seu n.º 993, publicado a 30 de Julho de 1906, nele se incluindo a gravura do projecto do monumento a colocar em Esposende, elaborado pelo professor Manuel José Gonçalves Viana, sendo encarregado de modelar o busto o escultor Moreira Rato.
Esposende, o seu concelho natal, em consagração da sua memória, dedica-lhe a principal praça da cidade (Largo Rodrigues Sampaio) e o Fórum Municipal, o mesmo acontecendo na toponímia de múltiplas povoações portuguesas, incluindo Lisboa.
O registo das suas intervenções é bem o testemunho de um homem cuja verticalidade e honradez nunca soçobraram.
Em 2006, por ocasião do bicentenário do seu nascimento, decorreram diversas manifestações culturais, com destaque para exposições bio-bibliográficas e palestras e conferências diversas, com destaque para as organizadas em Esposende e em Lisboa.

## Obras publicadas
Rodrigues Sampaio foi um prolífero jornalista, publicando alguns milhares de artigos, na maior parte sobre temática política ou de polémica com outros autores ou em resposta a eventos políticos. A sua produção está dispersa por múltiplos periódicos, com destaque para A Revolução de Setembro (de que já existe o projecto de produzir uma edição electrónica) e para O Espectro.
Para além da produção sobre temas políticos, também publicou alguns relatos de viagem, resultados do périplo que em 1867 empreendeu pela Europa e escreveu para A Revolução de Setembro, em cartas admiráveis que infelizmente não foram ainda coleccionadas em livro.

## Os duelos
Jornalista truculento e destemido, Rodrigues Sampaio por diversas vezes se viu confrontado com o desagrado dos visados nos seus artigos. Se por vezes o desagrado se traduziu em polémica, ou mesmo em processo judicial, noutras, conforme era ainda moda na época, a honra ofendida exigia ser lavada em sangue. Foi assim que por questões de imprensa teve de travar pelo menos três duelos.
O primeiro desses duelos ocorreu em 1843, tendo como adversário o tenente-coronel de caçadores Joaquim Busto Pereira, depois 1.º barão de Rio Zêzere, havendo composição acordada entre as respectivas testemunhas.
O segundo duelo realizou-se em 1845, com um capitão do Regimento de Infantaria n.º 7, por causa dum artigo acerca da segurança pública publicado em A Revolução de Setembro. O encontro pelas armas foi contudo evitado por acordo entre as respectivas testemunhas.
O terceiro foi travado com Sant'Anna de Vasconcelos, redactor do periódico O Portuguez, também por causa dum artigo inserto em A Revolução de Setembro. Neste duelo não se pôde evitar o encontro pelas armas, que se realizou na manhã de 13 de setembro de 1851, no Campo Grande, em Lisboa. O adversário de Rodrigues Sampaio ficou ferido e o combate cessou imediatamente.